# Scatophila farinae
Scatophila farinae är en tvåvingeart som beskrevs av Becker 1903. Scatophila farinae ingår i släktet Scatophila och familjen vattenflugor. Inga underarter finns listade i Catalogue of Life.